# Oostenrijk op het Eurovisiesongfestival 2007
Oostenrijk nam deel aan het Eurovisiesongfestival 2007, gehouden in Helsinki, Finland. Het was de 42ste deelname van het land aan het festival.

## Selectieprocedure
In tegenstelling tot hun laatste deelname in 2005 koos men deze keer voor een interne selectie.
De nationale zender ORF was op zoek naar een artiest en lied dat goed overkwam op het scherm en koos daarvoor voor de 28-jarige Eric Papilaya.

## In Helsinki
In de halve finale van het festival in Finland moest Oostenrijk aantreden als zevenentwintigste, net na Turkije en voor Letland. Na het afsluiten van de stemmen bleek dat Oostenrijk op een zevenentwintigste plaats was geëindigd met slechts 4 punten, wat niet genoeg was om de finale te halen. Nederland en België hadden geen punten over voor deze inzending.

### Gekregen punten

#### Halve Finale
| 12 punten | 10 punten | 8 punten      | 7 punten | 6 punten  |
| --------- | --------- | ------------- | -------- | --------- |
|           |           |               |          |           |
| 5 punten  | 4 punten  | 3 punten      | 2 punten | 1 punt    |
|           |           | - Zwitserland |          | - Andorra |

### Punten gegeven door Oostenrijk

#### Halve Finale
Punten gegeven in de halve finale:
| 12 punten | Servië          |
| 10 punten | Turkije         |
| 8 punten  | Hongarije       |
| 7 punten  | Kroatië         |
| 6 punten  | Bulgarije       |
| 5 punten  | Noord-Macedonië |
| 4 punten  | Polen           |
| 3 punten  | Albanië         |
| 2 punten  | Slovenië        |
| 1 punt    | Letland         |

#### Finale
Punten gegeven in de finale:
| 12 punten | Servië                |
| 10 punten | Turkije               |
| 8 punten  | Bosnië en Herzegovina |
| 7 punten  | Duitsland             |
| 6 punten  | Bulgarije             |
| 5 punten  | Armenië               |
| 4 punten  | Oekraïne              |
| 3 punten  | Roemenië              |
| 2 punten  | Hongarije             |
| 1 punt    | Noord-Macedonië       |

1957 · 1958 · 1959 · 1960 · 1961 · 1962 · 1963 · 1964 · 1965 · 1966 · 1967 · 1968 · 1969-1970 · 1971 · 1972 · 1973-1975 · 1976 · 1977 · 1978 · 1979 · 1980 · 1981 · 1982 · 1983 · 1984 · 1985 · 1986 · 1987 · 1988 · 1989 · 1990 · 1991 · 1992 · 1993 · 1994 · 1995 · 1996 · 1997 · 1998 · 1999 · 2000 · 2001 · 2002 · 2003 · 2004 · 2005 · 2006 · 2007 · 2008-2010 · 2011 · 2012 · 2013 · 2014 · 2015 · 2016 · 2017 · 2018 · 2019 · 2020 · 2021 · 2022 · 2023 · 2024 · 2025